# Nikita Mandryka
Pour les articles homonymes, voir Nikita.
Nikita Mandryka, simplement dit Mandryka (ou Kalkus à ses débuts), né le 20 octobre 1940 à Bizerte (Tunisie) et mort le 13 juin 2021 à Genève (Suisse), est un auteur de bande dessinée français d'ascendance russe particulièrement connu pour être le créateur du Concombre Masqué.

## Biographie
Né en 1940 à Bizerte, en Tunisie, dans une famille d'exilés russes et de parents qui ont fui les bolcheviks, Nikita Mandryka passe son enfance dans cette Tunisie française où il réalise entièrement à la main son premier fanzine — Super-Digest —, vendu par son épicier qui en écoule quelques exemplaires,.
Une fois sa famille installée en France, il effectue ses études à l'Institut des hautes études cinématographiques pour finalement s'orienter vers la bande dessinée. Il publie ses premières planches en 1965 sous le pseudonyme de Kalkus dans Vaillant, le journal de Pif : ce seront Les Minuscules et Les aventures potagères du Concombre masqué dans lesquelles un personnage « qui évoque davantage le Krazy Kat de George Herriman que la traditionnelle BD pour enfants » vit dans un cactus-blockhaus.
En 1967, il passe à Pilote, cette fois sous le nom de Mandryka, où il collabore à la rubrique Actualités, écrit des scénarios pour Monzon et y introduit plus tard Le Concombre masqué.
En 1972, René Goscinny, alors rédacteur en chef du magazine, lui refuse un épisode très « décalé » de son légume fétiche intitulé Le Jardin Zen. Mandryka accepte très mal cette censure et décide alors de fonder la même année, avec Claire Bretécher et Marcel Gotlib, le magazine L'Écho des savanes, « un canard comme ceux de l’underground américain où se réunissent plusieurs personnes qui font ce qui leur plaît, qui prennent leur pied à faire LEUR truc » et crée dans la foulée les Éditions du Fromage qui publieront notamment en albums les meilleures bandes du magazine.
En 1979, après avoir laissé la voie libre à Martin Veyron, Carali et Francis Masse, il lâche la direction du mensuel, effectue un bref passage dans la pub et se voit confier la nouvelle version de Charlie mensuel — repris par les éditions Dargaud —, d’avril 1982 jusqu'en juillet 1983, du no 1 au no 16.
De là, en 1984, il repasse à Pilote, également édité par Dargaud, en tant que directeur de la rédaction.
Dans les années 1990-1993, Mandryka reprend Le Concombre masqué pour le journal Spirou, avec entre autres La dimension Poznave.
En 1994, il reçoit le grand prix de la ville d'Angoulême pour l'ensemble de son œuvre, mais le Concombre passe d’un éditeur à l’autre et se vend mal. Il revient alors à l’auto-édition et dès 1998, anime jusqu'à sa mort un site Internet dédié à son personnage fétiche sur lequel il publie notamment chaque semaine une planche du Bain de minuit, la nouvelle Aventure potagère du Concombre masqué.
Il meurt à 80 ans dans la nuit du 13 au 14 juin 2021 à son domicile genèvois.
Nikita Mandryka était marié à la metteuse en scène Alicja Kuhn, qui monta d'ailleurs un spectacle autour du Concombre.

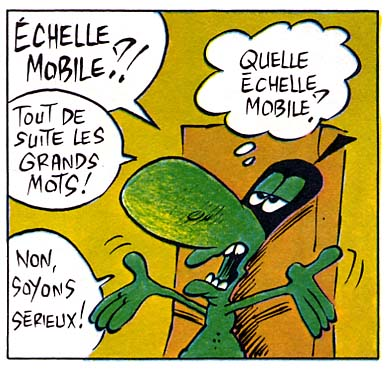
Le Concombre Masqué.
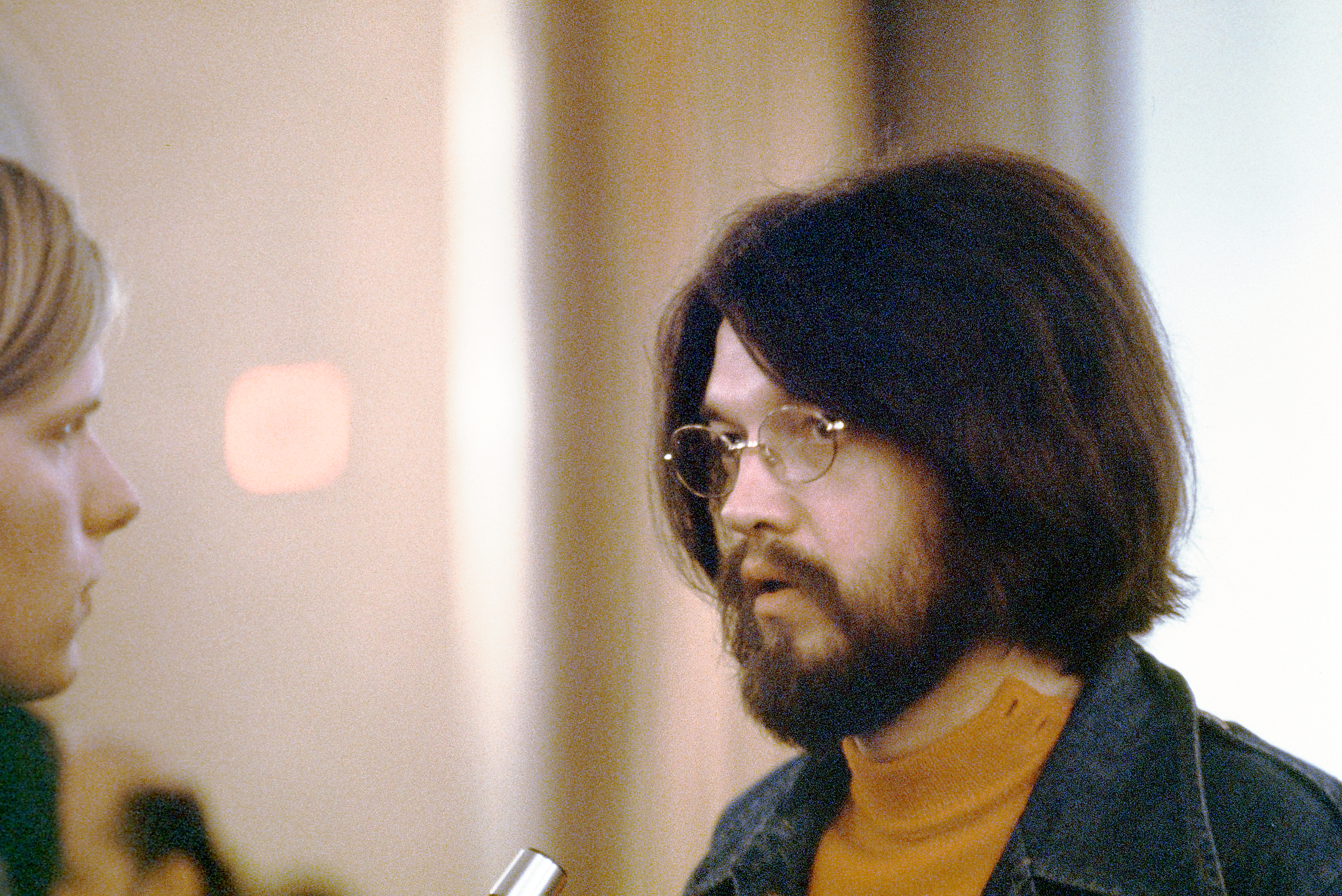
Mandryka interviewé par Zyx en 1973.
Logo des Éditions du Fromage.

## Œuvres publiées
- Publications dans Vaillant et Pif Gadget (1964-1969, 1978 pour le numéro 500 et des rééditions dans la nouvelle formule en 2004-2005)
- Publications dans Pilote (1965-1986, et les deux numéros de 2003 et 2004)
- Les aventures potagères du Concombre masqué, 11 volumes chez Dargaud et Dupuis (1975-2006), 1 chez Futuropolis (1971), 1 chez Z'éditions (1995) et 1 chez Giphar (album publicitaire avec Claude Moliterni, 1994)
- Publications dans L'Écho des savanes (1972-1980)
- Clopinettes (dessin) avec Gotlib (scénario), Dargaud, 1974
- Publications dans Métal hurlant (1975-1984)
- Mandryka, Éditions du Fromage, 1976
- Le Retour du refoulé, coll. « L'Écho des Savanes », Éditions du Fromage, 1977[12]
- Publications dans Fluide glacial (1977-1978)
- Publications dans (À suivre) (1978-1991)
- Les Minuscules, Éditions du Fromage :
  1. Entre chien et chat, 1979
- Participation au collectif Lob de la Jungle (dessin) avec Jacques Lob (scénario), Les Humanoïdes Associés, 1980
- Le Chef vous salue bien !, album publicitaire pour Saupiquet, 1981
- Publications dans Charlie Mensuel (1982-1983)
- Alice (scénario) avec Riverstone (dessin), Dargaud, 1985
- Le Type au Reuri, Albin Michel, 1987
- Publications dans Spirou (1989-2004)
- « Rêves d'enclume » et « Le troisième lieu - Bernard Obadia » dans Silence, on rêve, coll. « Studio (A SUIVRE) », Casterman, 1991
- La Horde - Mandryka chez Freud, Z'éditions, 1994
- Les animaux sont-ils des bêtes ? (dessin) avec Fritax (scénario), P&T Production, 1995
- Il était une fois…, adaptation de Les Trois Petits Cochons, 1995
- Y'a plus de limites !, Albin Michel, 1996
- Les Gardiens du Maser (coscénario) avec Massimiliano Frezzato (dessin et scénario), Éditions USA :
  1. La Tour de Fer, 2000, prépublié dans BoDoï en 2000
  2. Le Bout du Monde, 2003
  3. Le Village perdu, 2005
- Participation au collectif Vive la politique, Dargaud, 2006
- Du barouf dans le potage, Alain Beaulet, 2010
- La Vie d'une mouche, Alain Beaulet, 2011
- Gardez l'argent, Alain Beaulet, 2012
- Bitoniot se promène, Alain Beaulet, 2013
- Le Choc du futur, Alain Beaulet, 2013
- Le Sac à malices, Alain Beaulet, 2013
- Le Jardin zen, Alain Beaulet, 2014
- La Veste, Alain Beaulet, 2015
- Le Travail tue, Alain Beaulet, 2015
- Conc et Chou, lanceurs d'alerte !, Alain Beaulet, 2017

## Prix
- 1972 :  prix Yellow-Kid du meilleur auteur étranger, pour l'ensemble de son œuvre
- 1994 : grand prix de la ville d'Angoulême, pour l'ensemble de son œuvre[13]
- 2005 : prix du patrimoine du festival d'Angoulême, pour Le Concombre Masqué
- 2019 : grand Prix Töpffer, reçu le 29 novembre 2019 à Genève, pour l'ensemble de son œuvre[14],[15],[16]

## Autre hommage
- La petite planète (157747) Mandryka découverte le 02 février 2006 par Jean-Claude Merlin a été baptisée en son honneur.